# Théodore É D de Lajarte
Théodore Édouard Dufaure de Lajarte (Bourdeus, 10 de juliol de 1826 - París, 1890) fou un compositor i crític musical francès.
Estudià en la seva ciutat natal i després a París, i el 1855 estrenà amb èxit en el teatre Líric l'òpera còmica en un acte Le secret de l'oncle Vincent, que assolí 70 representacions seguides. Després sense abandonar el teatre, es dedicà a la crítica i a la història de la música, col·laborant en el Moniteur des Arts, Monde illustré, France musicale, Ménestrel, etc. A més de l'òpera citada va compondre les següents: 
- Le duel du commandeur (1857);
- Mam'zelle Pénélope (1859);
- On guérit de la peur, Le neven de Gulliver (1861);
- La farce de maître Villon (1872);
- Pierrot ténor (1873);
- Le portrait (1883);
- Le roi de carreau (1883);
- Les fumeaux de Bergame (1886).

A més, va compondre obres per a banda, i va escriure els treballs següents:
- Instruments Sax et Fanfares civiles (1867);
- Bibliothèque musicale du théâtre de l'Opera (1877);
- Grammaire de la musique (1879);
- Petit traité de composition musicale (1881);
- Petite encyclopédie musicale (1883);
- Curiosités de l'Opera (1883).

Per acabar publicà una interessant col·lecció titulada Airs à danser, de Sulli à Mehul, i va transcriure per a piano i cant algunes obres de Lully i Rameau.